# Vallis Planck
Vallis Planck ist ein Mondtal auf der Mondrückseite.

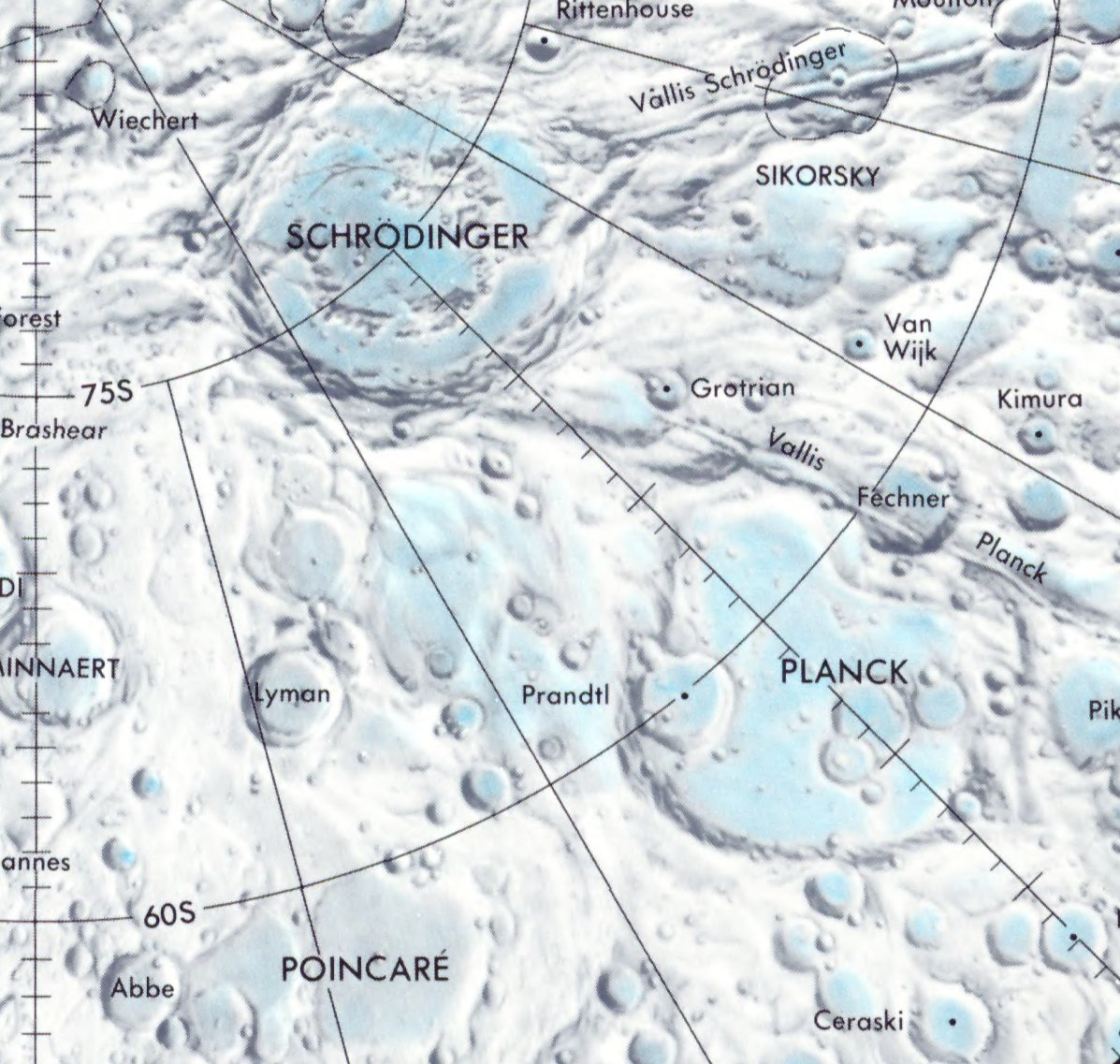
Umgebung des Vallis Planck

Das Tal wurde höchstwahrscheinlich durch einen Impakt gebildet, der auch das Vallis Schrödinger bildete.
Es erstreckt sich westlich des namensgebenden Kraters Planck und wird von dem jüngeren Einschlagkrater Fechner überlagert.
Das Tal ist bis zu 27 km breit und 3,5 km tief. Das Alter des Schrödinger-Einschlagbeckens und damit auch des Tals liegt bei 3.81 Ga mit einer Unsicherheit von plusminus 0.15 Ga, die Entstehungszeit fällt also in die früh-imbrische Periode.
Das Tal wurde 1970 von der Internationalen Astronomischen Union nach dem nahegelegenen Krater Planck benannt, der seinerseits nach dem Physiker Max Planck benannt ist.